# Colpo di Stato in Mali del 2020
Nel colpo di Stato del Mali del 18 agosto 2020, elementi delle forze armate maliane hanno iniziato un ammutinamento. I soldati sui camioncini hanno preso d'assalto la base militare di Soundiata nella città di Kati, dove sono stati scambiati colpi di arma da fuoco prima che le armi fossero distribuite dall'armeria e gli ufficiali superiori arrestati.
Carri armati e veicoli blindati furono visti per le strade della città, così come camion militari diretti verso la capitale Bamako. I soldati hanno arrestato diversi funzionari governativi tra cui il presidente Ibrahim Boubacar Keïta che si è dimesso e ha sciolto il governo. Questo è il secondo colpo di Stato del paese in meno di 10 anni, dopo il colpo di Stato maliano del 2012.

## Sfondo
La crisi acuita dal colpo di Stato inizia nel 2012 in seguito alla formazione di gruppi tuareg ribelli e alla formazione di gruppi terroristici nel paese, i quali destabilizzano la nazione e spingono i militari maliani ad organizzare un colpo di Stato per destituire il presidente allora in carica, Amadou Touré. Il colpo riesce e circa un anno dopo viene eletto presidente Ibrahim Boubacar Keïta, all'epoca ben visto da larga parte della popolazione. Nei 5 anni successivi la situazione nel paese non migliora e le nazioni straniere, principalmente la Francia inviano militari per combattere i terroristi al nord e ristabilire l'esercito maliano. Tuttavia l'ormai ex presidente non riesce a mantenere al sicuro la popolazione dai continui attacchi terroristici spostatisi vicino al confine con Niger e Burkina Faso, non riesce neanche a sconfiggere la corruzione, né tanto meno la crisi economica. Così nel tempo la figura di Keïta perde consensi e nelle elezioni del 2018 riesce a vincere per poco venendo accusato di brogli elettorali.
Nei due anni successivi la figura politica di Keïta non ha più l'appoggio popolare ottenuto nel 2013 né quello del 2018 e le elezioni parlamentari previste ed avvenute a fine marzo 2020 vedono il suo partito in netta minoranza. Le elezioni del marzo 2020 vedono una serie di attività sospette tra cui il sequestro di uno dei leader dell'opposizione, Soumaila Cisse, da parte di agenti armati non identificati, successivamente, a fine aprile la Corte costituzionale del Mali ribalta gli esiti elettorali assegnando al partito di Keïta 31 seggi permettendo di legittimare il governo del presidente.
L'opposizione reagisce formando la lega tra il Movimento del 5 giugno e il Raggruppamento delle forze patriottiche (M5G-RFP) che prevede l'organizzazione di una protesta antigovernativa per la data del 5 giugno, protestando contro quello che il popolo maliano considera un abuso di potere del presidente. Dal 5 giugno le proteste non si fermeranno e a niente valgono le promesse del presidente di un cambiamento fino al 10 agosto, quel giorno vengono eletti 9 nuovi giudici della Corte costituzionale del paese, su proposta dell'ECOWAS ma poco dopo si scopre che i nove giudici sono stati nominati da un alleato del presidente causando ulteriore sconforto e la ripresa della protesta. Le proteste proseguiranno per altri 8 giorni fino a quando l'esercito nella mattinata del 18 agosto decide di porre fine al governo di Ibrahim Boubacar Keïta partendo da una base militare a pochi chilometri dalla capitale Bamako in cui risiede il presidente.

## Il colpo di Stato
La mattina del 18 agosto sono stati sparati alcuni colpi nella base militare di Soundiata-Keita a Kati, a circa 15 km dalla capitale, che è stata presa sotto il controllo dei militari ribelli insieme alle strade circostanti, “Pick-up pesantemente armati da Bamako sono entrati nel campo e gli uomini a bordo hanno sparato in aria. C’è stata una risposta da parte dei soldati presenti che credevano in un attacco”, ha detto un ufficiale del Mali a Jeune Afrique. Lo scambio di artiglieria si è poi fermato. Al primo gruppo si sarebbero poi aggiunti altri dieci pick-up, sempre secondo la fonte di Jeune Afrique del ministero della Sicurezza interna del Mali. Nel pomeriggio le milizie golpiste hanno lasciato la base con pick-up pieni di soldati armati, diretti nella capitale intenti a porre fine alla crisi arrestando il presidente Ibrahim Boubacar Keita.
Uno dei leader dell’ammutinamento ha poi annunciato che “possiamo dirvi che il presidente e il primo ministro sono sotto il nostro controllo. Li abbiamo arrestati a casa del capo dello Stato a Bamako”. All'arrivo dell'esercito nella capitale vi è stata un'acclamazione da parte dei leader dell'opposizione e dei manifestanti i quali stavano protestando davanti alla sede del presidente maliano dalle 5:00 del pomeriggio come seguito delle proteste che ininterrottamente da 2 mesi e mezzo scombussolavano la nazione.

## Conseguenze
Dopo l'arresto del presidente avvenuto nel pomeriggio del 18 agosto esso si è dimesso nella tarda notte (circa le 24:00) tra il 18 e il 19 agosto. Le dimissioni sono state annunciate sulla televisione nazionale ORTM (Office de Radio et Television du Mali) nella base militare di Kati dove esso è detenuto pronunciando la seguente frase: "Ho deciso di lasciare le mie funzioni e tutti i miei incarichi a partire da questo momento". Keïta ha affermato di aver "dato corpo e vita all’esercito maliano" e poi che dopo le manifestazioni degli ultimi mesi contro il suo governo, "il peggio è arrivato e se oggi alcuni elementi delle nostre forze armate hanno deciso che dovevo smettere e che doveva finire tutto con il loro intervento, ho davvero scelta?"
Successivamente ha detto di aver accettato di sottostare ai militari "perché non desidero che venga versato sangue per il mio mantenimento in carica. Questo è il motivo per cui vorrei in questo preciso momento, ringraziando il popolo maliano per il supporto in questi lunghi anni e il calore del suo affetto, annunciarvi la mia decisione di lasciare le mie funzioni e tutti i miei incarichi da questo momento". Alla fine del suo intervento Ibrahim Boubacar Keïta ha sancito il successo del golpe contro di lui annunciando "tutte le conseguenze legali" delle sue dimissioni forzate con "lo scioglimento dell’Assemblea nazionale e quello del governo". Gli ammutinati non hanno ascoltato l’appello del segretario generale dell’ONU che dopo il golpe e l’arresto del presidente ha condannato fermamente queste azioni e chiesto il ristabilimento immediato dell’ordine costituzionale e dello stato di diritto in Mali.
Antonio Guterres, segretario generale dell'ONU, ha anche espresso il suo pieno sostegno agli sforzi dell’Unione Africana (OUA) e della Communité économique des États de l’Afrique de l’Ouest (CEDEAO) per arrivare a una soluzione pacifica in Mali. Sia il presidente della Commissione dell'Unione Africana, Moussa Faki Mahamat, che la CEDEAO, hanno condannato il golpe militare e hanno chiesto ai militari ammutinati di ripristinare l’ordine repubblicano e rientrare nelle caserme. La CEDEAO "nega categoricamente ogni forma di legittimità ai golpisti" e ha deciso di chiudere tutti i confini con il Mali. I militari, sembrano avere l’appoggio dei giovani della capitale Bamako e di buona parte dell’opposizione che accusano l'ormai ex presidente di aver trascinato ancora di più nel caos quello che era già ormai uno Stato fantasma.
Intanto i golpisti hanno istituito il Comité National pour le Salut du Peuple (Consiglio nazionale per la salvezza del popolo) che dovrebbe guidare la transizione politica e il colonnello maggiore Ismaël Wagué, vice capo di stato maggiore dell’aeronautica militare e portavoce dei soldati ribelli, ha annunciato in diretta su ORTM che "noi, le forze patriottiche raggruppate all’interno del Comité National pour le Salut du Peuple (CNSP), abbiamo deciso di assumerci le nostre responsabilità davanti al popolo e davanti alla storia per garantire la continuità dello Stato e dei servizi pubblici". Poi ha assicurato che i militari non vogliono mantenere il potere e che si pongono "al di là delle divisioni politiche e ideologiche".

### Coprifuoco
Wagué ha tracciato una specie di roadmap per restituire il potere ai civili: “A partire da questo giorno, 19 agosto 2020, tutti i confini aerei e terrestri del Paese sono chiusi fino a nuovo avviso. Il coprifuoco è in vigore dalle 21:00 alle 5:00 fino a nuovo avviso. Non ci piace il potere, ma ci interessa la stabilità del Paese, che ci consentirà di organizzare elezioni generali entro un periodo di tempo ragionevole per consentire al Mali di dotarsi di istituzioni forti". Wague ha anche annunciato di voler utilizzare i risultati del Dialogue national inclusif come base per il nuovo quadro di governo.

### L'appoggio a mantenere le vecchie relazioni
Wagué ha aggiunto che "La società civile e i movimenti sociopolitici sono invitati a unirsi a noi per creare insieme le migliori condizioni per una transizione politico-civile che conduca a delle elezioni generali credibili per l’esercizio democratico che getterà le basi di un Mali nuovo".
Il CNSP ha manifestato la volontà di voler essere sostenuto dalle organizzazioni sub-regionali. "La Minusma, l’opération Barkhane, il G5 Sahel, la force Takuba restano nostri partner", ha precisato Wagué, assicurando che gli accordi saranno mantenuti, compreso l’Accordo scaturito dal processo di Algeri del 2015.

### L'isolamento internazionale
Ma difficilmente le organizzazioni regionali e l’Onu collaboreranno coi golpisti, a cominciare dalla CEDEAO, che ha immediatamente condannato l’azione dei "militari commettitori del colpo di Stato" e ha preso una serie di misure per isolare immediatamente il Mali. In un comunicato, la CEDEAO "nega categoricamente ogni forma di legittimità ai golpisti ed esige il ristabilimento immediato dell’ordine costituzionale", così come "la liberazione immediata del presidente maliano e di tutti gli ufficiali arrestati". La CEDEAO ha anche sospeso il Mali da tutti i suoi organismi decisionali e, oltre alla chiusura delle frontiere terrestri e aeree ha deciso di chiudere tutte le transizioni commerciali, economiche e finanziarie con il Mali. Come se non bastasse la CEDEAO chiede "la messa in opera immediata di un insieme di sanzioni contro tutti i golpisti e i loro partner e collaboratori".
Antonio Guterres, il segretario dell'ONU ha concluso: "Esorto tutte le parti coinvolte, in particolare le forze di difesa e sicurezza, a dar prova di grande calma e a difendere i diritti umani e le libertà individuali di tutti i maliani".